# Психогеографія
Психогеогра́фія — напрям в соціальній психології та філософії, який вивчає психологічний вплив міського простору на людину. Напрям розвинувся завдяки Ситуаціоністичному інтернаціоналу та Інтернаціональному Летризму, революційним післявоєнним авангардним групам, на які вплинули марксистська та анархістська теорія. Психогеографія витікає з dérive, що є підходом до вивчення міського ландшафту, керованим лише суб'єктивними естетичними міркуваннями.

## Розвиток

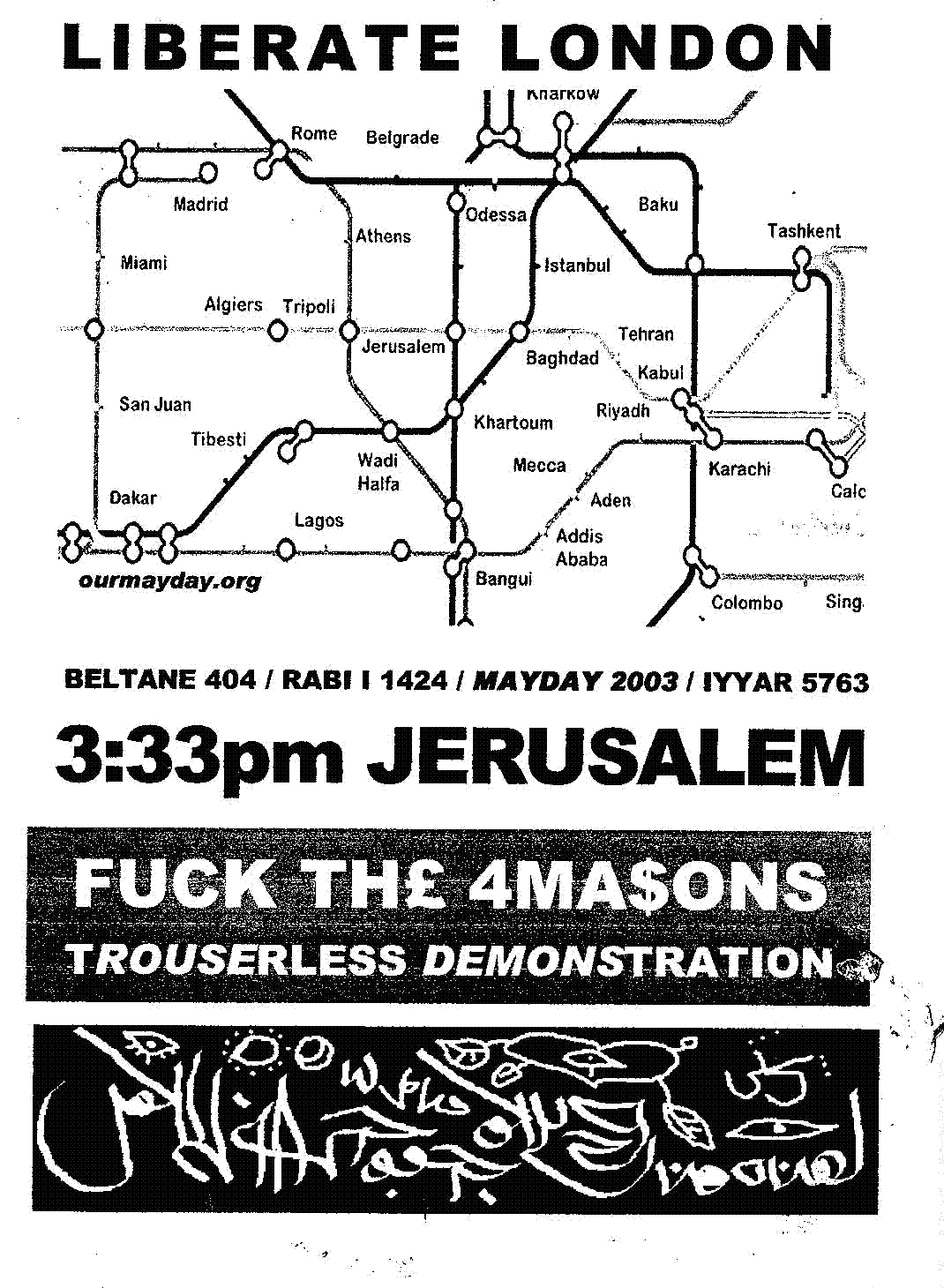
PsychogeogrAphix 2003

Психогеографія була розроблена авангардним рухом Леттристського інтернаціоналу в журналі «Potlatch». Ініціатором того, що стало відомим як унітарний урбанізм, психогеографія та дрейф (dérive), був Іван Щеглов. Переосмислення міста леттристами має бере початок в аспектах дадаїзму та сюрреалізму. Ідея блукання містом пов'язана зі старішою концепцією flâneur, придуманою Шарлем Бодлером, яка полягає у новому типі міського жителя, який отримує задоволення від споглядальної прогулянки містом. Після виключення Щеглова з леттристів у 1954 році, Гі Дебор та інші працювали над уточненням концепції унітарного урбанізму, вимагаючи революційного підходу до архітектури. Однією з перших співпраць між Дебором і датчанином Асгером Йорном є їхній друкований путівник «Психогеографія» з Парижа (Психогеографічний путівник Парижа: 1957) і пізніше «Голе місто» (Психогеографічна карта Парижа: 1958): вони розрізали типову карту Парижа і переставили фрагменти карти, які відповідали частинам Парижа, що «стимулювали» частини міста і «гідні вивчення та збереження», потім намалювали червоні стрілки між цими частинами міста, щоб зобразити найшвидші та найпряміші сполучення, бажано, пересуватись при цьому на таксі, адже це розглядалось як найнезалежніший та найшвидший спосіб подорожі по місту, на відміну від автобусів.

## Дрейф
Дрейф виник як форма критично налаштованого інструменту для розуміння і розвитку теорії психогеографії. Дрейф продовжує бути найважливішим концептом у вченні Ситуаціоністського Інтернаціоналу, радикальної групи бунтівних художників і політичних теоретиків, яка була сформована з уже згаданого Інтернаціоналу Леттристів, Кобри, а також Міжнародного руху за уявний «Баухаус» в 1950-х роках. Час, проведений за пильним дослідженням урбаністичного простору, був для ситуаціоністів антиімперіалістичним дієвим способом для боротьби з безкрайньої втомою і нудьгою суспільства спектаклю.
Психогеографія поєднує в собі суб'єктивні та об'єктивні знання та дослідження. Гі Дебор намагався визначити точніші моменти цього теоретичного парадоксу, в підсумку випустивши «Теорію Дрейфу» в 1958 році, документ, який слугує посібником для психогеографічної процедури, виконаним через акт дрейфу.

## Психогеографічні карти
Психогеографічні карти є результатом об'єктивації дрейфу. Вони графічно матеріалізують душевні стани людей, що контактують з міським простором. Більш мистецькі, ніж наукові, психогеографічні карти прагнуть простежити взаємозв'язок між просторами міста та настроями, котрі вони провокують. У літературі найчастіше як приклад використовується карта Гі Дебора з «Голого міста» (Паризький психогеографічний довідник). На цій карті, зробленій з колажів, червоні стрілки на білому тлі позначають хід дрейфу, який з'єднує різні «атмосферні» місця. Для Гі Дебора це «спонтанні тенденції орієнтації суб'єкта, який перетинає це середовище, не беручи до уваги практичні послідовності — кінець роботи або відволікання — які зазвичай обумовлюють його поведінку». Ідея скласти карту атмосфер парадоксальна, оскільки базується на ідеї, що всі відчувають ті самі емоції під час відвідання тих самих місць; в той же час, настрій, з яким людина прибуває у конкретне місце, вже впливає на її почуття від нього.

## Критика
Найфундаментальніше протиріччя полягає у неможливому синтезі між дрейфом та психогеографією, як пише Філіп Сімей. Перший стверджує, що це весело та конструктивно, оскільки через дрейф, пішоходи шукають ірраціонального — емоцій та задоволення. Другий, зі свого боку, передбачає раціональну поведінку, що дає можливість ідентифікувати місце. Таким чином, найфундаментальніша критика стосується нездатності психогеографії вивчати «різні механізми (соціальні, емоційні, архітектурні та культурні), які здійснюють той чи інший емоційний вплив на індивіда»